# Inkasso

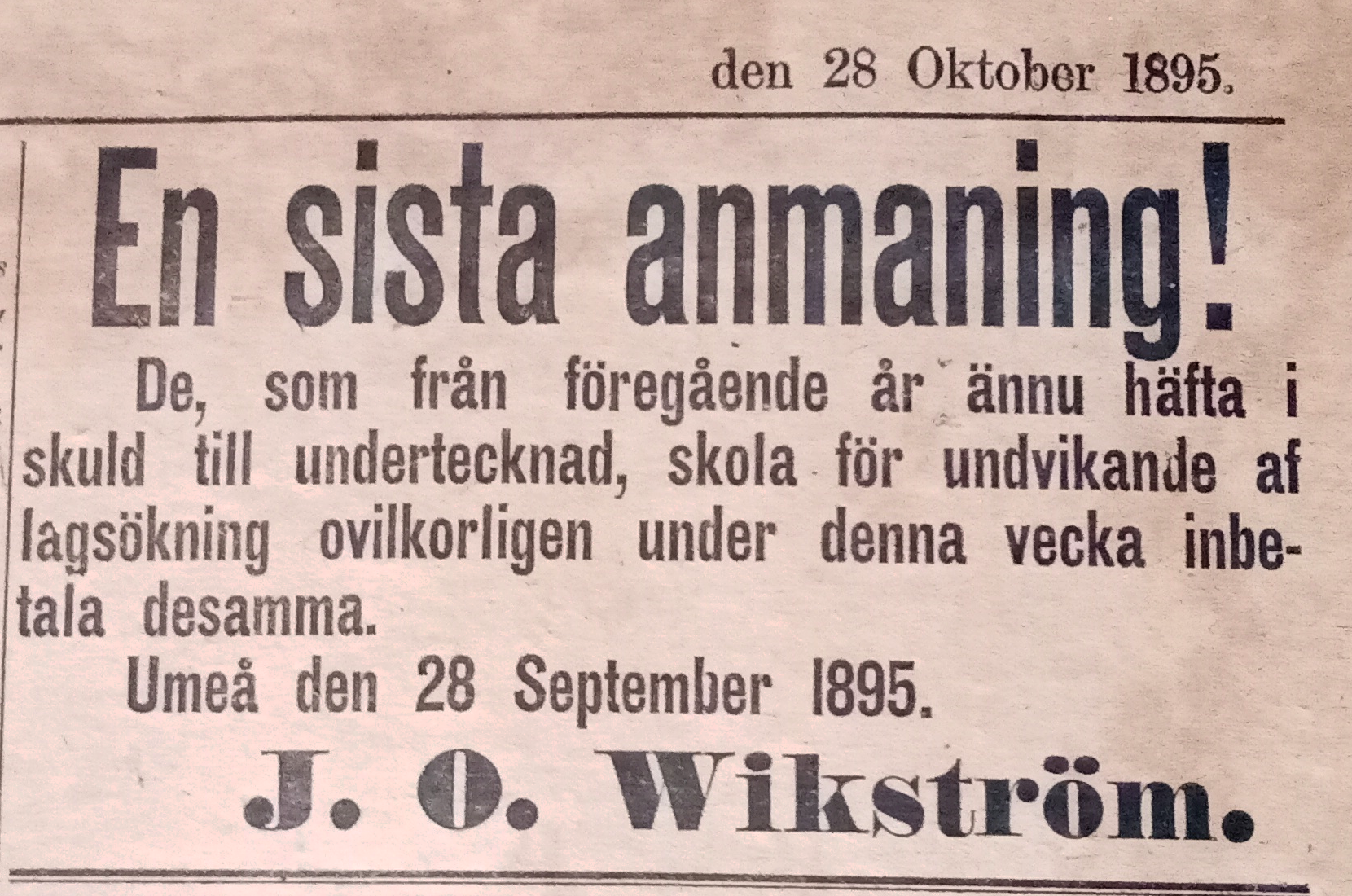
Kravbrev publicerat i tidningen Westerbotten hösten 1895, möjligen riktat främst till bönder som lånat pengar till utsäde på våren.

Inkasso är en uppmaning om åtgärd från en borgenär (den som lånat ut pengar) mot en gäldenär (den som lånat pengar) för att driva in en obetald skuld. Skulle gäldenären vägra betala fordringskravet kan borgenären vända sig till exempelvis kronofogden för att på så sätt med rättsliga åtgärder driva in sin skuld. I svensk författningstext definieras indrivning som den handläggning som sker hos Kronofogdemyndigheten av allmänna mål om verkställighet enligt utsökningsbalken, d.v.s. endast indrivning av allmänna fordringar såsom skatt och böter. Termen har dock vanligen en bredare betydelse och används i allmänt juridiskt språkbruk för att beteckna såväl inkassoverksamhet som Kronofogdemyndighetens verksamhet. Även den olagliga inkassoverksamhet som så kallade torpeder kan ägna sig åt betecknas normalt som olaglig indrivning, med brottsrubriceringen brott mot inkassolagen.

## Ränta och avgifter
Om borgenär använder sig av inkasso för att få betalt av gäldenär, är den senare skyldig att betala en inkassoavgift på för närvarande[när?] maximalt 180 kronor (regleras i lag om ersättning för inkassokostnader m.m. (1981:739). Oftast skall även gäldenären ersätta borgenären för dröjsmålsränta. Om någon ränta inte har avtalats kan borgenären kräva ränta enligt räntelagen (1975:635), vilket är gällande referensränta plus 8 procentenheter. Referensräntan har ersatt den tidigare räntebegreppet diskonto. Referensräntan fastställs den 1 januari och den 1 juli varje år av Riksbanken. Referensräntan ska återspegla det allmänna ränteläget.

## Bestridan och tvist
Om ett inkassokrav av gäldenären anses vara felaktigt kan det bestridas, det vill säga man informerar fordringsägaren om felaktigheten. Inkassobolaget har då ingen rätt att utan domstolsbeslut driva in pengarna via Kronofogdemyndigheten, utan måste då välja mellan att avskriva skulden eller låta en domstol avgöra målet (varvid såklart extra kostnader i form av rättegångskostnader uppstår för den förlorande parten om det rör sig om ett vanligt mål. Rör det ett så kallat småmål, det vill säga under ett halvt prisbasbelopp, betalar parterna för de kostnader de har själva i saken, med vissa undantag).
Har en gäldenär några invändningar mot kravet bör man vända sig direkt till den som utfärdat inkassokravet med sitt bestridande.
Att invända mot inkassokravet för att man inte kan betala är inte en invändning i sak, ett så kallat bestridande. Då är det bättre för gäldenären att lämna sitt förslag till uppgörelse (amorteringsplan) så att inkassoföretaget/borgenären kan ta ställning till detta. På så sätt undviker gäldenären att ett rättegångsförfarande inleds med onödiga kostnader som följd, som motparten kan ha svårt att betala.
Träffas uppgörelse/amorteringsplan undviker man även risken att få en betalningsanmärkning, detta under förutsättning att planen fullföljes/betalas, på det sätt man avtalat om. Inkassoföretaget har rätt att debitera en uppläggningsavgift vid upprättande av amorteringsplan (även denna avgift regleras i inkassolagen).

## Tillstånd från Integritetsskyddsmyndigheten
Det förekommer med jämna mellanrum företag som utövar inkasso för sina klienters fordringar utan att ha tillstånd för det från Integritetsskyddsmyndigheten i enlighet med att utöva verksamheten. Företag får dock handha sina egna inkassoärenden utan tillstånd, under förutsättning att bestämmelserna i inkassolagen följs.